# Прапор Приморська
Пра́пор Примо́рська затверджений рішенням Приморської міської ради.

## Опис
Прапор являє собою прямокутне полотнище з пропорцією висоти до ширини як 1/1,5. Верхня частина графіки герба (без фігур) є стороною прапора, яка кріпиться до древка. Прямокутне полотнище із співвідношенням сторін 2:3 складається з трьох горизонтальних смуг блакитного, білого і зеленого кольорів (5:6:5). Біла смуга біля древка розділяється на дві смужки, що йдуть до кутів полотнища. Від древка відходить жовтий трикутник. У центрі полотнища герб міста.